# 漢たちとおさんぽ
漢たちとおさんぽ（かんたちとおさんぽ）は、FRESH! by CyberAgent　で2016年7月12日から毎週火曜日の夜20時に配信されているバラエティ番組。漢さんぽとも呼ばれている。

## 概要
ラッパーの漢a.k.a.GAMIが仲間を引き連れて東京23区を散歩し、ヒップホップやグルメのレポートを行う生配信番組。漢a.k.a.GAMIが仲間と一緒に街を徘徊するパトロール型バラエティ!!と公式サイトにて紹介されている。漢が出演するフリースタイルダンジョンの見所も紹介している。
一緒に散歩をする仲間の他におさんぽゲストも登場する。

## 配信リスト
1. 2016年7月12日 漢たちとおさんぽ#1〜六本木編〜
  - 配信時間：19:55 - 22:01
  - 出演：漢a.k.a.GAMI/仲間その1：立花亜野芽/仲間その2：RYKEY/仲間その3：奈津美
2. 2016年7月19日 漢たちとおさんぽ#2〜麻布十番編〜
  - 配信時間：19:59 - 22:10
  - 出演：漢a.k.a.GAMI/仲間その1：立花亜野芽/仲間その2：RYKEY/仲間その3：奈津美
3. 2016年7月26日 漢たちとおさんぽ#3〜歌舞伎町編〜
  - 配信時間：19:58 - 22:09
  - 出演：漢a.k.a.GAMI/仲間その1：立花亜野芽/仲間その2：RYKEY/仲間その3：奈津美
4. 2016年8月2日 漢たちとおさんぽ#4〜池袋東口編〜
  - 配信時間：19:59 - 22:06
  - 出演：漢a.k.a.GAMI/仲間その1：立花亜野芽/仲間その2：奈津美
5. 2016年8月9日 漢たちとおさんぽ#5〜中野新橋編〜
  - 配信時間：19:59 - 22:34
  - 出演：漢a.k.a.GAMI/仲間その1：立花亜野芽/仲間その2：奈津美
6. 2016年8月16日 漢たちとおさんぽ#6〜9sariカフェ編〜
  - 配信時間：19:59 - 22:05
  - 出演：漢a.k.a.GAMI/仲間その1：立花亜野芽/仲間その2：奈津美
7. 2016年8月23日 漢たちとおさんぽ#7〜由比ガ浜ビーチ編〜[2]
  - 配信時間：17:59 - 20:15
  - 出演：漢a.k.a.GAMI/仲間その1：立花亜野芽/仲間その2：奈津美
8. 2016年9月13日 漢たちとおさんぽ#8〜Abemaスタジオ編〜 
  - 配信時間：19:59 - 22:31
  - 出演：漢a.k.a.GAMI/仲間その1：立花亜野芽/仲間その2：奈津美